# Conte di Hereford
Il titolo di Conte di Hereford fu un titolo nobiliare creato sei volte nella storia dell'Inghilterra.

## Prima creazione (1043)
- Sweyn Godwinson (1043-1051)

## Seconda creazione (1052)
- Ralf il timido, conte di Hereford (1052-1057)

## Terza creazione (1058)
- Harold Godwinson, conte di Hereford (poi Harold II d'Inghilterra) (1058-1066)

## Quarta creazione (1067)
- William FitzOsbern, I conte di Hereford (1067-1071)
- Roger de Breteuil, II conte di Hereford (1071-1074)

## Quinta creazione (1141)
- Miles de Gloucester, I conte di Hereford (1141-1143)
- Roger FitzMiles, II conte di Hereford (1143-1155)

## Sesta creazione (1199)
- Henry de Bohun, I conte di Hereford (1199-1220)
- Humphrey de Bohun, II conte di Hereford (1220-1275)
- Humphrey de Bohun, III conte di Hereford (1275-1298)
- Humphrey de Bohun, IV conte di Hereford (1298-1322)
- Giovanni di Bohun, V conte di Hereford (1322-1336)
- Humphrey di Bohun, VI conte di Hereford (1336-1361)
- Humphrey di Bohun, VII conte di Hereford (1361-1373)